# Понасенков Євген Миколайович
Євге́н Микола́йович Понасе́нков (нар. 13 березня 1982, Москва) — російський публіцист у жанрі історичного ревізіонізму, колишній телеведучий, актор, письменник і відеоблогер. Член громадської організації «РуАН» («Російська академія наук та мистецтв») (2004—2018), член Незалежної ради з прав людини (2012—2018). Є. М. Понасенков відомий також як організатор культурних заходів, автор низки творів на тему наполеонівських воєн, що викликали неоднозначну реакцію істориків. Через те, що він є противником режиму Володимира Путіна, висвiтлення численних військових злочинiв РФ проти українців і публічну підтримку України, з 2022 року живе в Iталії. Наприкiнцi 2023 року вiн випустив вiдео пiд назвою "Головнi причини провалу України" в якому розкритикував державний апарат i суспiльство за високий рiвень корупцiī.

## Життєпис

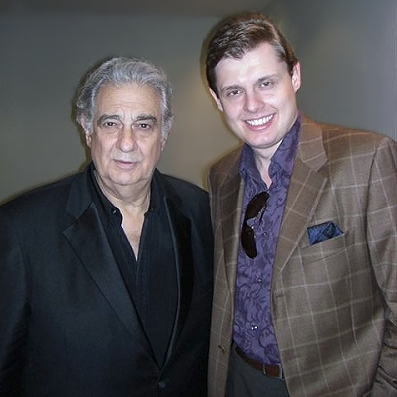
Пласідо Домінго і Євген Понасенков в Москві. 12 липня 2009

Є. М. Понасенков народився в Москві в сім'ї військового лікаря, мати працювала інженером.

### Освіта
Початкову освіту здобув у Московській школі № 1287 із поглибленим вивченням англійської мови.
У 1999—2004 роках навчався на історичному факультеті МДУ, спеціалізувався на історії Наполеонівських воєн, проте диплома про вищу освіту не має. Виступав із доповідями на наукових конференціях.

### Наукова робота
Починаючи з 2001 року, брав участь у наукових конференціях Наполеонівських воєн. У 2004 році випустив монографію «Правда про війну 1812 року», в якій поклав провину в розв'язанні конфлікту на російську сторону і висловив точку зору про бездарність і безвідповідальність російського командування, включаючи імператора Олександра I і фельдмаршала Кутузова. Доктор історичних наук А. Н. Сахаров позитивно відгукується про монографію Євгена Понасенкова про 1812 рік словами «прекрасна монографія», «зараз я допрацьовую свою книгу про Олександра Першого, і буду посилатись на вашу монографію»).
26 червня 2014 р. виступив із доповіддю «Дві моделі реформування Європи: Наполеон і Олександр I» на засіданні на тему «Закордонні походи Російської армії 1813—1814 рр. і реформування Європи» Наукової ради РАН «Історія міжнародних відносин і зовнішньої політики Росії» в Інституті наукової інформації з суспільних наук РАН спільно з Інститутом російської історії РАН.
У статті «Характер і цілі антифранцузьких коаліцій» (Понасенков Є. М., Сакоян Т. А., 2015) в загальному вигляді були показані причини виникнення антифранцузьких коаліцій і їх цілі. Автори висвітлили прогресивні реформи Наполеона, що викликали посилення ворожості європейських монархів проти Франції. У статті обґрунтовується теза, що Наполеон не хотів війни 1812 року і робив все можливе, щоб її уникнути.

### Публіцистична та телевізійна діяльність
У 2003—2011 роках Євген Понасенков вів рубрику на історичні теми в тижневику «Коммерсантъ-Власть», де ще на початку нульових попередив про наслідки чекістського режиму Путіна. Друкувався у 2006—2013 роках в журналі «Квір».
У 2007 році випустив книгу мемуарів «Танго на самоті». Був ведучим авторської передачі «Культпохід із Євгеном Понасенковим» у 2009—2010 роках в рамках програми «Сьогодні вранці» на телеканалі «НТВ».
У дні святкування ювілею кампанії 1812 року прочитав лекцію на телеканалі «Дождь», де виклав думки на події двохсотлітньої давності і розповів про формування ідеологічного міфу про війну. Пише історичні статті на цю тему. У листопаді 2012 року брав участь в програмі «Держдеп-3» на телеканалі «Дождь». З січня 2013 року — ведучий авторської передачі про світовий кінематограф на телеканалі «Москва. Довіра».
З червня 2013 року — автор і співведучий циклу «Драматургія історії» на телеканалі «Ваше суспільне телебачення!» (СПб). Станом на вересень 2014 року знято 24 серії по 55 хвилин, серед тем: «Російська цивілізація», «Що таке „євразійство“?», «Історія як наука», «Релігія в світовій історії і антропології», «Любов у світовій історії і антропології», «Олександр Невський і Олександр Суворов: два міфи», «Міфи і реальність Другої світової війни» та ін.
У 2015—2016 кілька разів взяв участь в радіопередачі «Барикади», де дискутував з депутатом Є. А. Федоровим, юристом Я. А. Юкшей, релігійним діячем Паршиним Максимом.
22 квітня 2016 року виступав в радіопередачі «Радіорубка» (радіо «Комсомольська правда»), в якій, вступивши в дискусію з заступником редактора відділу «Комсомольської правди» Андрієм Барановим, назвав його і ведучу пропагандистами і покинув студію під час ефіру.
5 жовтня 2016 року брав участь в прямому ефірі в інформаційно-аналітичній передачі «Віддзеркалення» федерального телеканалу ОТР. Провів короткий історичний аналіз діяльності Й. Сталіна та І. Грозного. Виступав з позицій, що «увічнювати негідників і психічно хворих людей — злочин і маразм, а установка подібних пам'ятників відображає сьогоднішній час, істерику агресії і невігластво в країні».
Є одним з найвідоміших в Росії атеїстів і борців з Російською православною церквою.

### Діяльність в галузі культури
Як театральний режисер Є. М. Понасенков створив власний театр «Таємниця».
На сцені Центру імені Всеволода Мейєрхольда поставив антрепризний спектакль «Німецька сага» за п'єсою Юкіо Місіми «Мій друг Гітлер», присвячений Морісу Бежару, і викликав неоднозначну реакцію. Крім того, поставив святковий вечір із нагоди Всесвітнього Дня поезії в Театрі на Таганці (2005) і спектакль «Лінії неба» за віршами Артюра Рембо й Михайла Бузника в театрі «Школа драматичного мистецтва» з французькою актрисою Дані Каган і російською телеведучою Юлією Бордовских, що дебютувала на драматичній сцені в головних ролях. Преса відзначила «дивність і почасту навіть одіозність вистави» і назвала Понасенкова учнем Романа Віктюка.
У 2008 році Понасенков керував програмою класичної музики «Будинку друзів Олімпіади» — культурного центру російської делегації на Олімпійських іграх в Пекіні.
У 2009 році був автором сценарію і режисером ювілейного театралізованого вечора на честь 70-річчя Олени Образцової (Великий театр).
З 2011 року веде на телеканалі «Комсомольська правда», а з 2016 року на каналі «Канал здорового глузду» сайту «YouTube» авторську передачу «Поезія долі», присвячену видатним особистостям світового мистецтва і політики. Серед героїв передачі: Пласідо Домінго, Маргарет Тетчер, Тетяна Шмига, Лукіно Вісконті, Ален Делон, Євген Шварц і ін. Станом на вересень 2014 року вийшло близько 60 серій.
У вересні 2012 року відбулася московська прем'єра повнометражного фільму Понасенкова (сценарій і режисура) «Містерії Неаполітанської затоки» (Італія, 105 хв., 2012 р.).
З 2004 року регулярно виступає з концертами як ведучий (конферансьє), вокаліст (тенор) і як читець віршів і прози. Вокальні дані Євгена високо оцінив відомий оперний співак Зураб Соткілава.

### Захоплення та хобі
Євген Понасенков захоплюється шахами (перший розряд), живописом, художньою фотографією, антикварними книгами, колекціонує предмети, пов'язані з особистістю та епохою імператора Наполеона.

## Громадянська позиція
У 2014 році підтримав Євромайдан та прозахідний вектор розвитку України, засудивши захоплення Криму та вторгнення на Донбас. Критикує російський уряд за початок воєнного конфлікту між країнами, за що 1 квітня 2022 року був внесений Мін'юстом РФ до реєстру іноземних ЗМІ, що виконують функції іноземного агента. За два тижні до повномасштабного вторгнення опублікував відео на своєму каналі, у якому закликав зупинити та «розрулити це, допоки не пізно». Негативно ставиться до популяризації української мови та культури, вважає їх «хуторськими», засуджує політику перейменування вулиць, демонтажу пам'ятників. Українців, котрі підтримують ці процеси, називає «неосвіченими селюками». 

## Вистави та фільмографія

### Актор
- 2010 — «Назад в СРСР», режисер Валерій Рожнов, кінокомпанія «Магнум». Роль — психолог Олександр.
- 2011 — «Борис Годунов», режисер Володимир Мірзоєв, виробництво кінокомпанії «Парсуна». Роль — польський князь.
- 2011 — Телесеріал «Павутина-5: Це така гра Фільм 1»: режисер Андрій Хрульов, виробництво компаній «Яуза-фільм», «Форвард-фільм», 4 серії. Роль — режисер Максим.
- 2011 — «Бій з тінню 3D: Останній раунд», режисер Олексій Сидоров, виробництво компанії «Шаман-пікчерс». Роль — режисер телепрограми.
- 2012 — «Снайпери: Кохання під прицілом». Роль — епізод[43];
- 2014 — «По лезу бритви», режисер Сергій Кожевніков, роль — офіцер Вермахту Гайнц.

### Режисер
- 2005 — «День поезії», вечори поезії на Таганці.
- 2006 — «Лінії неба», драматичний спектакль.
- 2006 — «Німецька сага», драматичний спектакль[44].
- 2008 — культурні заходи на олімпіаді.
- 2009 — Ювілейні вечори Олени Образцової.
- 2012 — «Містерії Неаполітанської затоки», художній фільм.

## Членство в організаціях
- з 2004 — Російська академія наук і мистецтв (РуАН).
- з 2013 — Незалежна рада з прав людини (НРПЛ).

### Книги
- Понасенков Е. Н. Правда о войне 1812 года. — Москва : Рейтар, 2004. — 408 с. — 1000 прим. — ISBN 5-8067-0019-4.
- Понасенков Е. Н. Танго в одиночестве. — Москва : Рейтар, 2007. — 376 с. — 500 прим. — ISBN 5-8067-0019-4.
- Євгеній Понасенков.  Первая научная история войны 1812 года. — Москва : АСТ, 2017. — 800 с. — 5000 прим. — ISBN 978-5-17-102143-6.

### Статті
Історія
- Понасенков Е. Н. К вопросу о характере наполеоновских войн [Архівовано 28 листопада 2016 у Wayback Machine.] // Труды научной конференции студентов и аспирантов: Ломоносов — 2001. М.: Изд-во МГУ, 2001. C. 209—212.
- Понасенков Е. Н., Сироткин В. Г. Наполеоновские войны и русская кампания 1812 года // Эпоха наполеоновских войн: люди, события, идеи: Материалы IV научной конференции. Москва, 26 апреля 2001 г. М.: Музей-панорама «Бородинская битва» 2001. C. 44-76.
- Понасенков Е. Н. Никто не трудится с усердием. Местная администрация на территории, занятой Великой армией. // Родина. 2002. № 8. C. 94 — 96.
- Понасенков Е. Н. Размышления к юбилею: что мы знаем о войне 1812 года? // Эпоха наполеоновских войн: люди, события, идеи: Материалы V научной конференции. Москва, 25 апреля 2002 г. М.: Музей-панорама «Бородинская битва», 2002, с. 102—126.
- Понасенков Е. Н. Экономические предпосылки кризиса тильзитской системы в России (1807—1812 гг.) и причины войны 1812 г. [Архівовано 6 листопада 2016 у Wayback Machine.] // Экономическая история: Обозрение. Вып. 8. 2002. С. 132—140.
- Понасенков Е. Н. Что такое бонапартизм? [Архівовано 28 листопада 2016 у Wayback Machine.] // Труды научной конференции студентов и аспирантов: Ломоносов — 2002. М.: Изд-во МГУ, 2002. C. 196—199.
- Ponasénkov E. N. Les problems des relations entre la Russie et l̕ Autriche dans le cadre de la direction européenne de la politique extérieur du tsar Alexandre I: 1801—1804. // Instruction. Culture. Société. La France et la Russie au debut du XIX-e siècle. Colloque international. Musée Historique d̕ Etat, Musée de L̕ Armée (France). Paris, 2002.
- Понасенков Е. Н. О модернизации в изучении наполеоновских войн // Наполеон. Легенда и реальность. Материалы научных конференций и наполеоновских чтений. 1996 — 1998. — Москва : Изд-во Минувшее, 2003. — 444 с. — 500 прим. — ISBN 5-902073-16-2.
- Понасенков Е. Н. Организация местного управления на территории, занятой Великой армией Наполеона в ходе кампании 1812 г. // Наполеон. Легенда и реальность. М.: Изд-во Минувшее, 2003. C. 64-81. (Материалы научных конференций и наполеоновских чтений 1996—1998.)
- Понасенков Е. Н. Две модели реформирования Европы: Наполеон и Александр I // Заграничные походы русской армии 1813—1814 гг. и реформирование Европы / Отв. ред. А. М. Сахаров. — Москва : Институт российской истории РАН, 2015. — С. 27—36. — (Бюлл. Научного совета РАН «История международных отношений и внешней политики России»; Вып. 5) — 300 прим. — ISBN 978-5-8055-0276-8.
- Понасенков Е. Н., Сакоян Т. А. Характер и цели антифранцузских коалиций // Мхитар Гош. 2015. Вып. 2 (43). С. 186—193.

Мистецтво і публіцистика
- Понасенков Е. Н. Не все коту масленица // Родина. 2003. № 10. с. 20.
- Понасенков Е. Н. «Нашей армией командует бездарнейший из вождей» // Коммерсантъ-Власть. 2003. № 34 (537). C. 60-64.
- Понасенков Е. Н. Прививка от демократии // Коммерсантъ-Власть. 2003. № 13 (516). C. 28-29.
- Понасенков Е. Н. Россия — обыкновенный фашизм [Архівовано 20 грудня 2016 у Wayback Machine.] // Коммерсантъ-Власть. 2003. № 46 (546). C. 40-45.
- Понасенков Е. Н. Еще раз про мазохизм [Архівовано 28 листопада 2016 у Wayback Machine.] // Коммерсантъ-Власть. 2004. № 36. C. 61-63.
- Понасенков Е. Н. Российские пенсионеры: они сражались за Наполеона // Коммерсантъ—Власть. 2005. № 6 (609). C. 72.
- Понасенков Е. Н. Поэзия не равняется рифме, а искусство — бытовухе. // «Рейтар. Военно-исторический журнал». № 17, 2005, с. 222—223.
- Понасенков Е. Н. Змей попутал [Архівовано 28 листопада 2016 у Wayback Machine.] // Комерсантъ-Власть. 2006. № 25. C. 60-61.
- Понасенков Е. Н. Невский проект [Архівовано 28 листопада 2016 у Wayback Machine.] // Коммерсантъ-Власть. 2008. № 16. C. 53.
- Понасенков Е. Н. Доминго. На восьмом холме. // Всегда женщина. 2009. № 7. С. 85-90.
- Понасенков Е. Н. Лучше с айсбергом потерять, чем с обитаемым островом найти. // Всегда женщина. 2009. Март. С. 84 — 89.
- Понасенков Е. Н. Певица радости и грусти: Алла Баянова. // Всегда женщина. 2009. № 3. С. 86-90.
- Понасенков Е. Н. Tema de amor. // Всегда женщина. 2009. № 6. С. 70-74.
- Понасенков Е. Н. Наполеон Бонапарт — кавалер Ордена Святого Андрея Первозванного! [Архівовано 5 грудня 2016 у Wayback Machine.] // Аргументы недели. 2010. № 39 (229). 7 окт.
- Понасенков Е. Н., Кашин О. В.. Бонапартия сказала: надо! [Архівовано 28 листопада 2016 у Wayback Machine.] // Коммерсантъ-Власть. 2011. № 8. С. 17-22.